# Duccio di Buoninsegna
Duccio di Buoninsegna (Siena, 1255 circa – 1318 o 1319) è stato un pittore italiano, tradizionalmente indicato come il primo maestro della scuola senese.

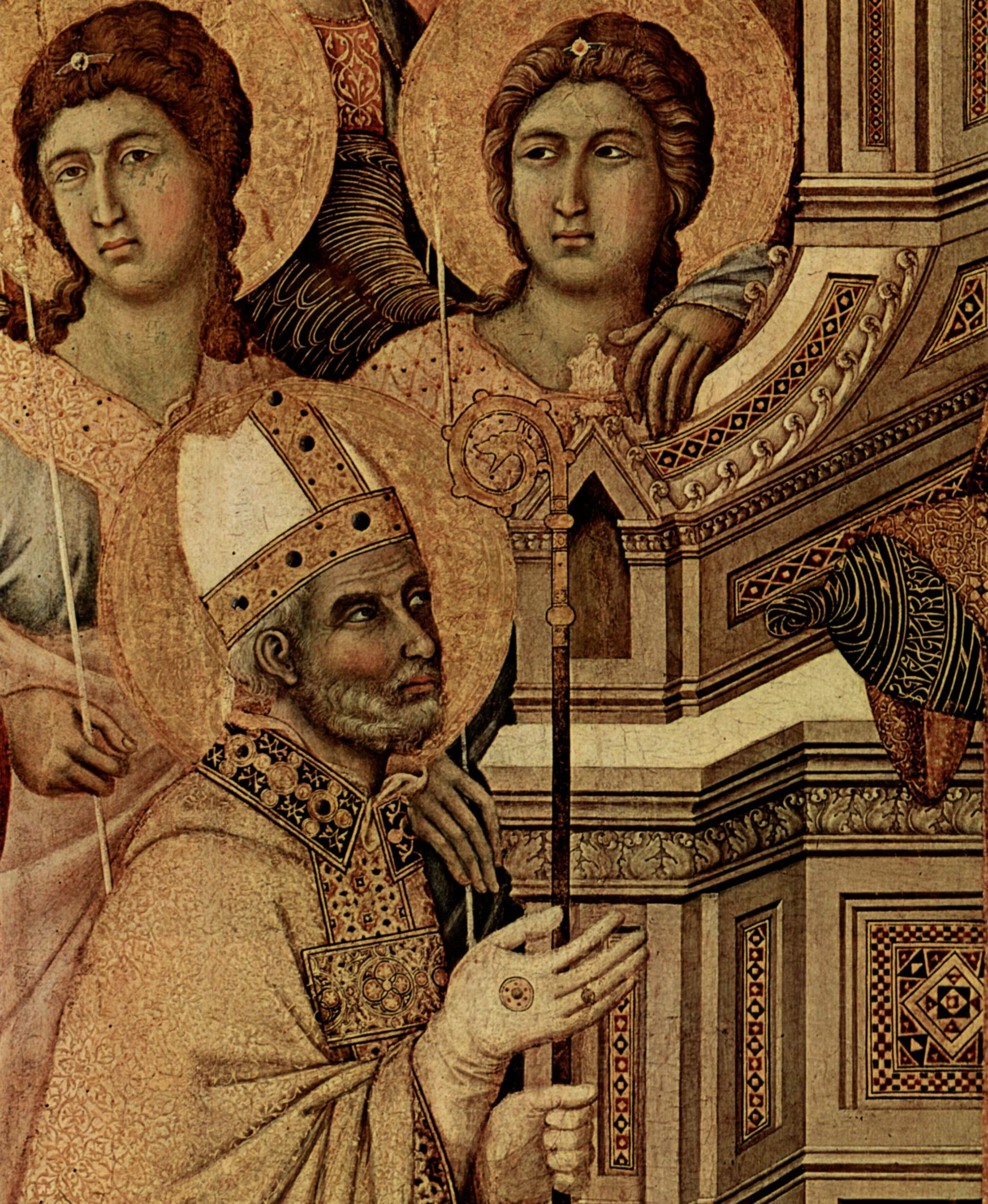
Maestà del Duomo di Siena (particolare), Museo dell'Opera della Metropolitana, Siena

L'arte di Duccio aveva in origine una solida componente bizantina, legata in particolare alla cultura più recente del periodo paleologo, e una notevole conoscenza di Cimabue (quasi sicuramente il suo maestro nei primi anni di attività), alle quali aggiunse una rielaborazione personale in senso gotico, inteso come linearismo ed eleganza transalpini, una linea morbida e una raffinata gamma cromatica.
Col tempo lo stile di Duccio raggiunse esiti di sempre maggiore naturalezza e morbidezza e seppe anche aggiornarsi alle innovazioni introdotte da Giotto, quali la resa dei chiaroscuri secondo una o poche fonti di luce, la volumetria delle figure e del panneggio, la resa prospettica. Il suo capolavoro, ovvero la Maestà del Duomo di Siena, è un'opera emblematica dell'arte del Trecento Italiano.

## Biografia e opere

### Le prime opere

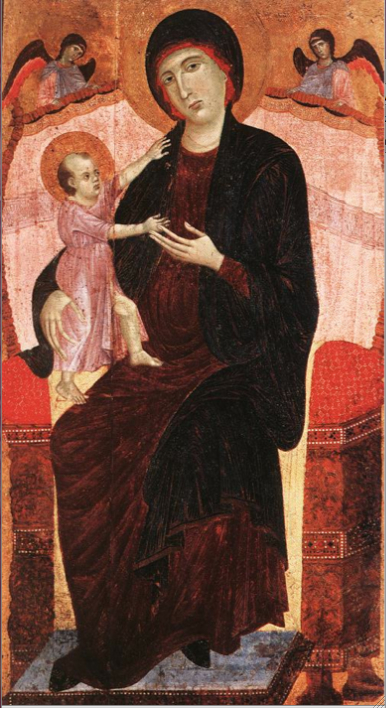
Madonna Gualino, Galleria Sabauda, Torino

«Duccio […] attese alla imitazione della maniera vecchia, e con giudizio sanissimo diede oneste forme alle sue figure, le quali espresse eccellentissimamente nelle difficultà di tale arte.»
(Giorgio Vasari)
Duccio, figlio di Buoninsegna, nacque probabilmente poco oltre la metà del Duecento, intorno al 1255. I primi documenti su di lui risalgono al 1278 e si riferiscono a pagamenti per copertine di libri contabili e per dodici casse dipinte destinate a contenere documenti del Comune di Siena. Tali opere sono oggi perdute.
La prima opera di Duccio che è invece giunta fino ai nostri giorni è la cosiddetta Madonna Gualino che si trova oggi alla Galleria Sabauda di Torino (la provenienza originaria è ignota). Dipinta intorno al 1280-1283, riporta uno stile molto simile a quello di Cimabue, a tal punto da essere stata attribuita a lungo al maestro fiorentino anziché a Duccio. La tavola ricorda effettivamente le Maestà di Cimabue, nell'impostazione generale, nella forte derivazione bizantina e assenza di tratti gotici, nei tratti somatici della Madonna, nella veste del Bambino e nell'uso dei chiaroscuri. Questa forte derivazione cimabuesca, che resterà evidente anche in opera successive seppure sfumando gradatamente, ha fatto pensare che ci fosse un rapporto di maestro-allievo tra il più anziano Cimabue e il più giovane Duccio. Tuttavia già in questa prima opera giovanile di Duccio ci sono elementi nuovi rispetto a Cimabue: una ricchezza cromatica che porta a colori che non appartengono al repertorio fiorentino (quali il rosa della veste del piccolo, il rosso vinato della veste della Madonna e il blu del suppedaneo), il naso a patatina del piccolo che rende il suo volto più dolce e fanciullesco, la matassa lanosa di crisografie bizantine della veste di Maria. Ma sono comunque dettagli. La tavola è decisamente cimabuesca.
Nella successiva Madonna di Crevole del 1283-1284, che proviene dalla Pieve di Santa Cecilia a Crevole e che è oggi esposta al Museo dell'Opera della Metropolitana di Siena, si nota una maggiore divergenza rispetto allo stile di Cimabue. La Madonna ha un volto più dolce e raffinato, pur non tradendo un'espressione che rimane ancora seria e profonda. Permane il naso a patatina del piccolo che si lascia però andare anche ad un gesto affettuoso verso la madre.
Agli stessi anni risalgono anche alcune pitture a secco, purtroppo molto rovinate, che si trovano nella Cappella Bardi (un tempo intitolata a san Gregorio Magno) della Chiesa di Santa Maria Novella a Firenze. Si tratta di due pitture a secco nelle lunette in alto a sinistra e a destra della cappella e che raffigurano, rispettivamente, San Gregorio Magno tra due flabelliferi e Cristo in trono tra due angeli. Anche in questo caso non si può non notare la forte derivazione da Cimabue, ma è proprio l'eleganza dei volti degli angeli e la matassa fasciante della veste di Cristo in trono a farci apprezzare, di nuovo, il distacco dal maestro fiorentino.

### LaMadonna Rucellai

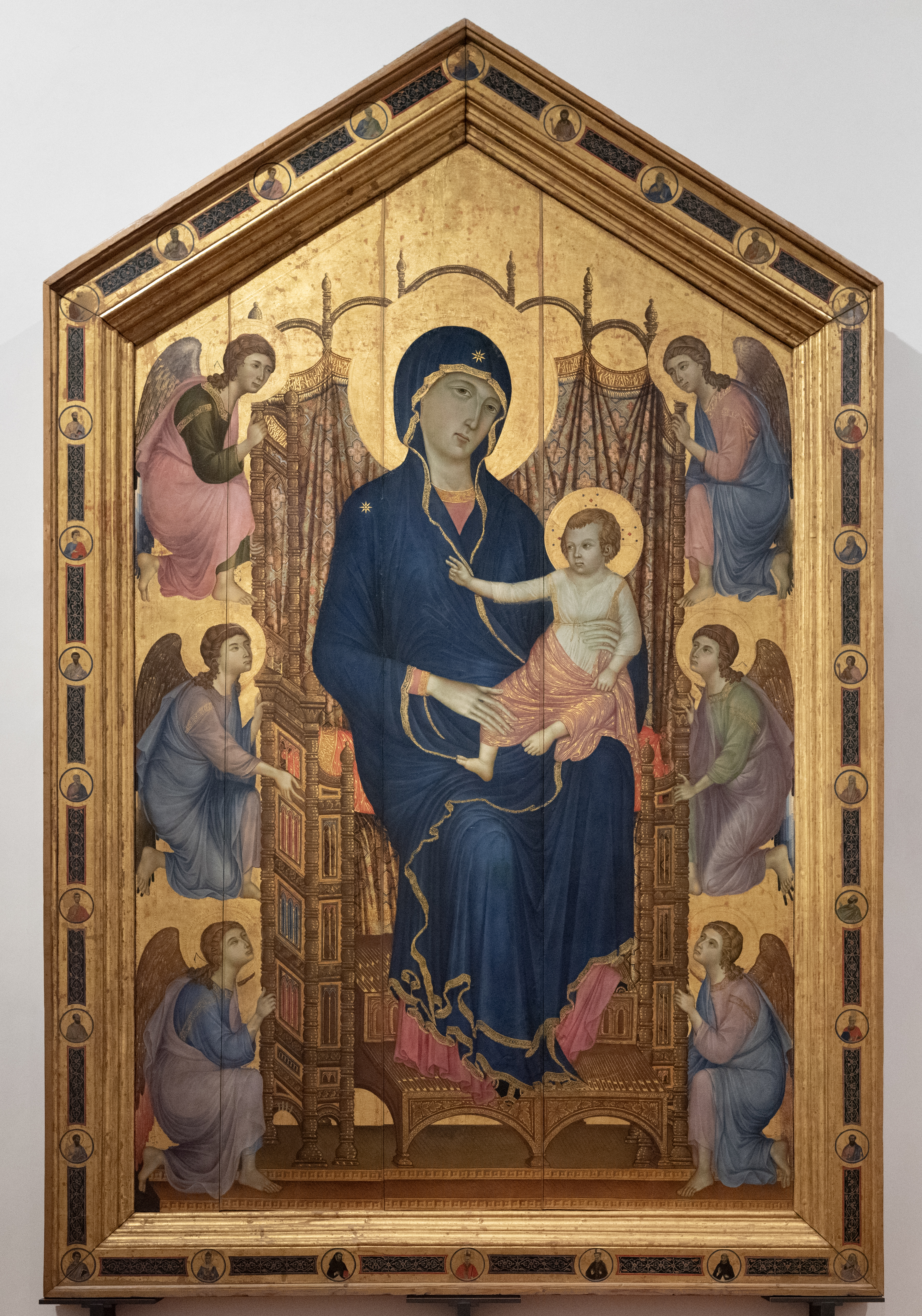
Madonna Rucellai, Uffizi, Firenze

Il 15 aprile 1285 venne commissionata a Duccio la cosiddetta Madonna Rucellai, dalla Compagnia dei Laudesi. La tavola fu realizzata per la Cappella Bardi della chiesa di Santa Maria Novella a Firenze, la stessa cappella in cui sono stati rinvenuti i resti delle pitture a secco di Duccio descritte sopra. La tavola venne detta "Rucellai" perché a partire dal 1591 venne collocata nella contigua Cappella Rucellai, prima di approdare agli Uffizi. In questa opera è raffigurata la Madonna col Bambino in maestà, fiancheggiati da sei angeli. L'opera si ispira alla Maestà del Louvre di Cimabue, dipinta circa 5 anni prima, tanto che a lungo venne creduta un'opera di Cimabue e tale errata attribuzione fu sostenuta a lungo, anche dopo il ritrovamento del documento di allogazione (1790). Questa "maestà" è un'opera chiave nel percorso dell'artista, dove la solida maestosità e l'umana rappresentazione di Cimabue viene incrociata con una maggiore aristocraticità e raffinatezza, con un contenuto umano ancora più dolce. Inoltre l'opera è caratterizzata da motivi decorativi di origine gotica, come il capriccioso orlo dorato della veste di Maria che disegna una complessa linea dal petto fino ai piedi, le bifore e trifore gotiche del trono ligneo e il mantello della Vergine non più "intriso" di crisografie bizantine, ma ammorbidito da pieghe morbide e cadenti. Sono soprattutto questi elementi gotici che segnano un ulteriore distacco dal maestro Cimabue, che rimarrà ancora ancorato alla tradizione bizantina.
Al 1285 circa è datata anche la Madonna col Bambino e tre francescani in adorazione, piccola tavola di ignota provenienza ed esposta oggi alla Pinacoteca Nazionale di Siena.

### Le opere di fine secolo

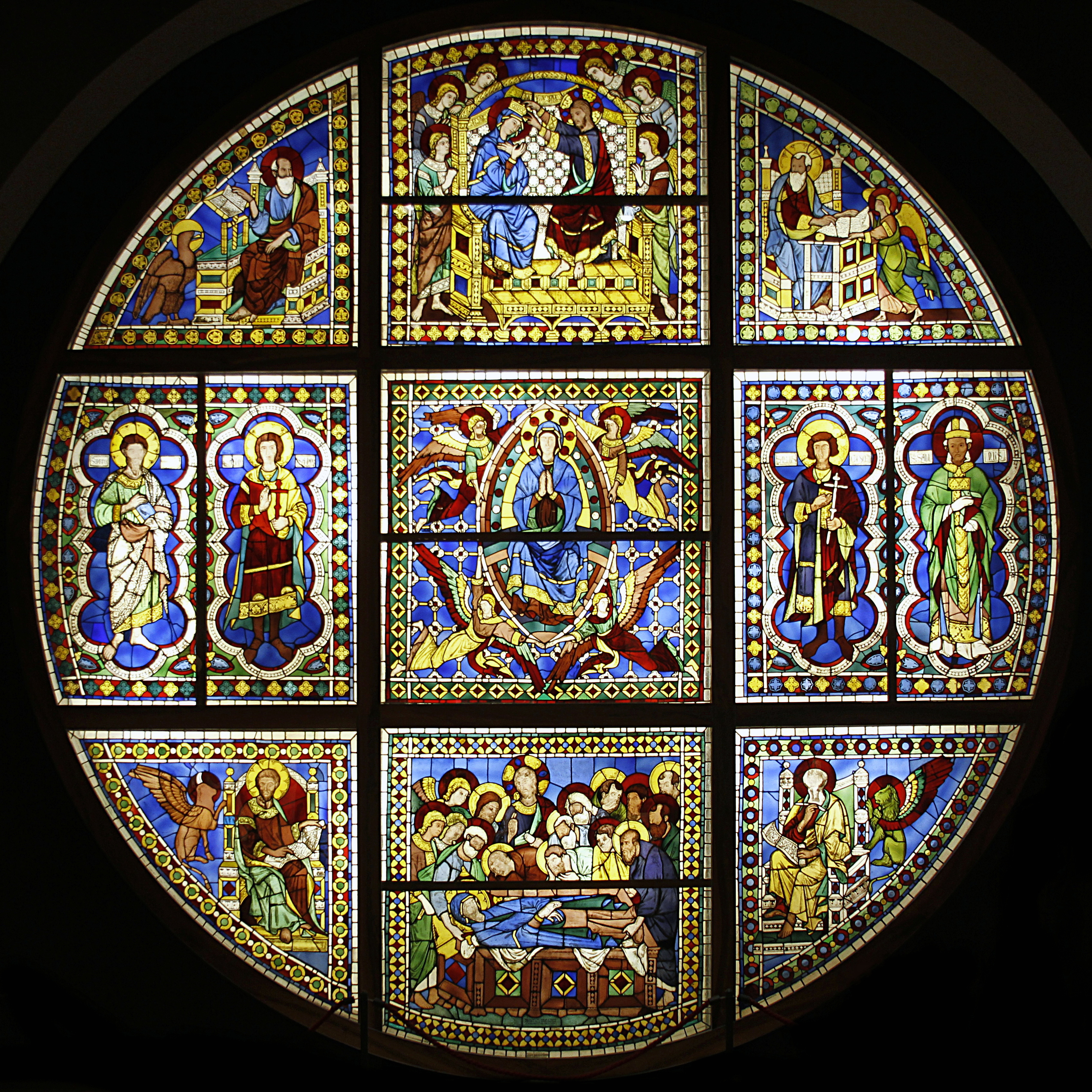
Vetrata del Duomo di Siena

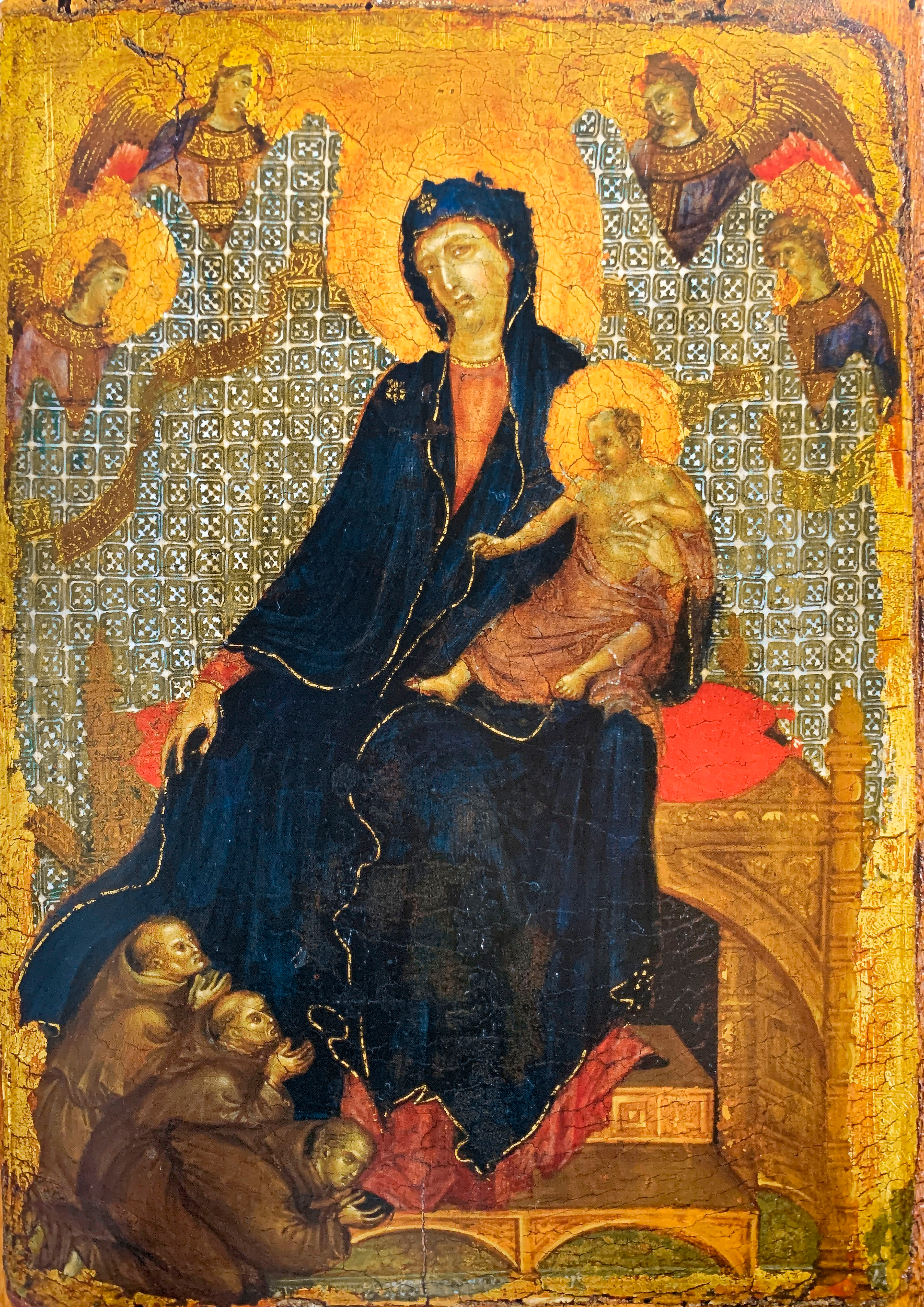
Madonna dei Francescani, Pinacoteca di Siena, ca. 1280

Dopo la Madonna Rucellai del 1285, l'unica opera attribuita a Duccio fino alla fine del secolo di cui possediamo una documentazione scritta per la sua datazione è la vetrata del Duomo di Siena, il cui originale è conservato ora al Museo dell'Opera della Metropolitana (quello presente nel Duomo è una copia). Sebbene la vetrata fu realizzata da maestri del vetro, si ritiene oggi che il disegno fu proprio del patriarca della pittura senese, che vi lavorò nel 1287-1288. Il trono della scena dell'Incoronazione della Vergine e quelli dei quattro evangelisti sono troni marmorei architettonici, non più lignei come quello della Madonna Rucellai o dei precedenti troni di Cimabue. Questo è il primo esemplare noto di trono architettonico in marmo, un prototipo che Duccio continuerà a usare e che diventerà molto popolare da ora in poi, persino nella vicina Firenze di Cimabue e Giotto.
Poco posteriore (1290-1295) si ritiene la Madonna in trono tra angeli di cui si ignora la provenienza e che è conservata oggi al Kunstmuseum di Berna in Svizzera. E possiamo ammirare proprio quest'opera per poter apprezzare l'evoluzione dello stile di Duccio in questi anni. Quello che è immediatamente evidente in questa piccola Maestà è la miglior profondità spaziale nella disposizione degli angeli, non più uno sopra l'altro come nella Madonna Rucellai, ma adesso uno dietro l'altro come nella Maestà del Louvre di Cimabue. Gli angeli della stessa coppia non sono neppure perfettamente simmetrici, come risulta dalle diverse posizioni delle loro braccia. Anche questo è un elemento nuovo che supera la ripetitiva simmetria degli angeli della Madonna Rucellai, favorendo il loro differenziamento. Anche il trono, pur avendo un'impostazione simile a quello della Madonna Rucellai, secondo i canoni della prospettiva inversa, ha un'assonometria migliore e sembra più adeguatamente inserito nello spazio. Queste variazioni mostrano che Duccio si lasciava ancora ispirare dal Maestro Cimabue, molto attento alla coerenza spaziale e alle volumetrie di cose e personaggi. Ma Duccio dimostra anche di continuare il suo percorso verso un'eleganza figurativa tutta sua, un percorso che era già iniziato, abbiamo visto, con la Madonna di Crevole. Sebbene si notino ancora le tipologie dei volti cimabueschi con teste e facce ampie, i tratti somatici appaiono più delicati (si notino per esempio la sfumatura della forcina alla base del naso, le labbra stette e sfumate e il naso a ballotta del piccolo). Più naturale e morbido appare anche il decorso delle pieghe delle vesti.
Altre opere generalmente attribuite a Duccio sono datate tra il 1285 e il 1300, ma senza che ci sia un consenso unanime tra gli esperti riguardo alla datazione. Tra queste si annovera la Madonna col Bambino proveniente dalla Chiesa dei Santi Pietro e Paolo di Buonconvento, e conservata oggi nel Museo di arte sacra della Val d'Arbia, sempre a Buonconvento. Datata tradizionalmente poco oltre il 1280, ricerche di archivio recenti che testimonierebbero il passaggio di Duccio a Buonconvento dopo il 1290 e studi accurati sulla disposizione delle pieghe del manto della Vergine e sulla perdita di tratti spigolosi del viso della Madonna e del Bambino avrebbero spostato la datazione al 1290-1295.
Dopo la Madonna Rucellai del 1285 sarebbe stato composto, secondo alcuni esperti, anche il Crocifisso proveniente dal Castello Orsini-Odescalchi di Bracciano, già in Collezione Odescalchi a Roma, e oggi in Collezione Salini a Siena, dove il Cristo con gli occhi aperti ed ancora vivo riprendeva un'iconografia di epoca romanica (il Christus Triumphans), molto rara alla fine del Duecento. Sempre dello stesso periodo è, secondo alcuni, il Crocifisso della chiesa di San Francesco a Grosseto. Occorre altresì sottolineare che per questi due crocifissi non esiste un consenso unanime neppure riguardo l'attribuzione a Duccio. Più unanime sembra il consenso intorno alle tre tavolette raffiguranti la Flagellazione, Crocifissione e Sepoltura di Cristo, di ignota provenienza e oggi depositate nel Museo della Società di Esecutori di Pie Disposizioni a Siena.

### Le opere di inizio Trecento

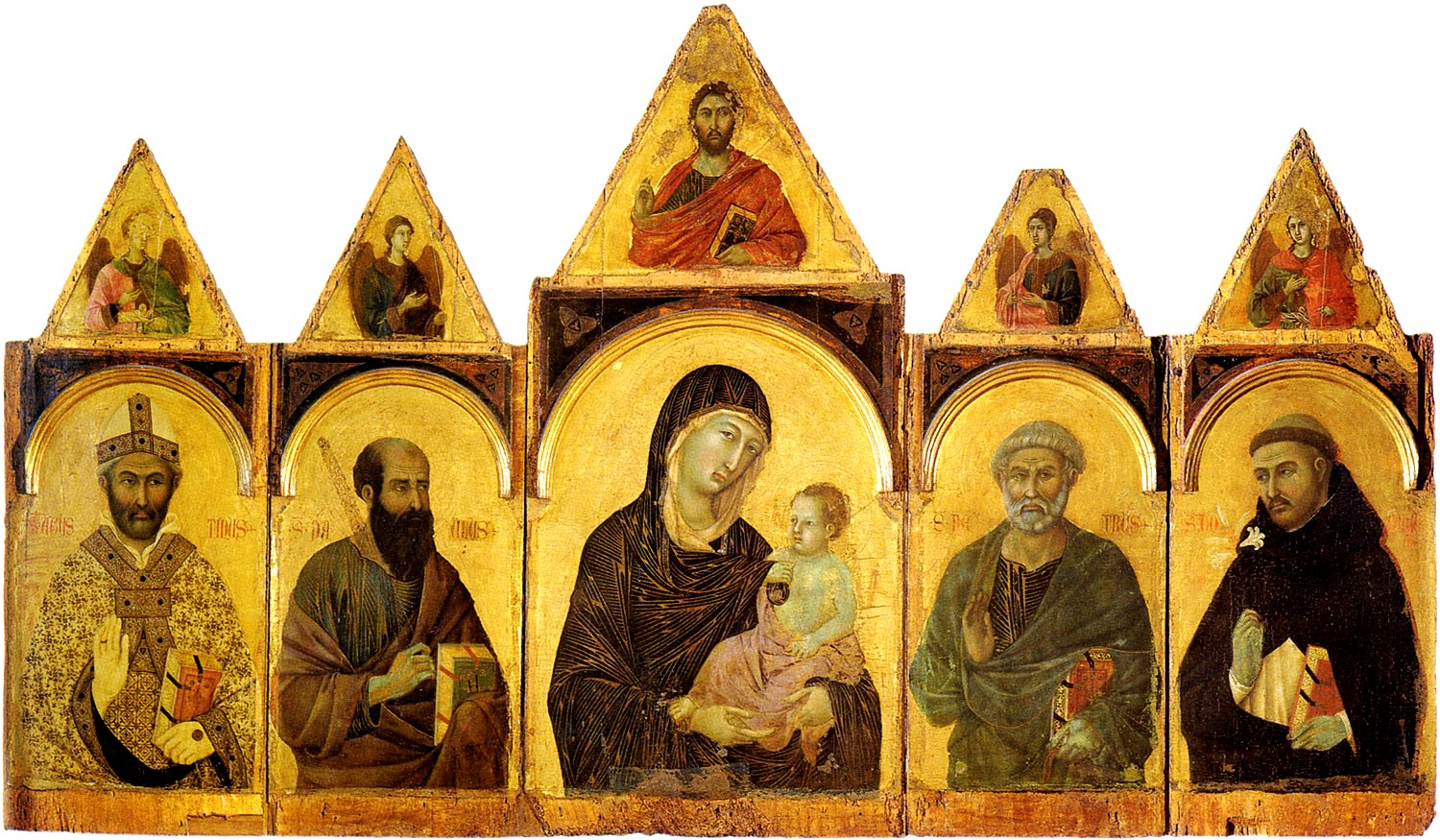
Polittico n. 28, della Pinacoteca Nazionale di Siena

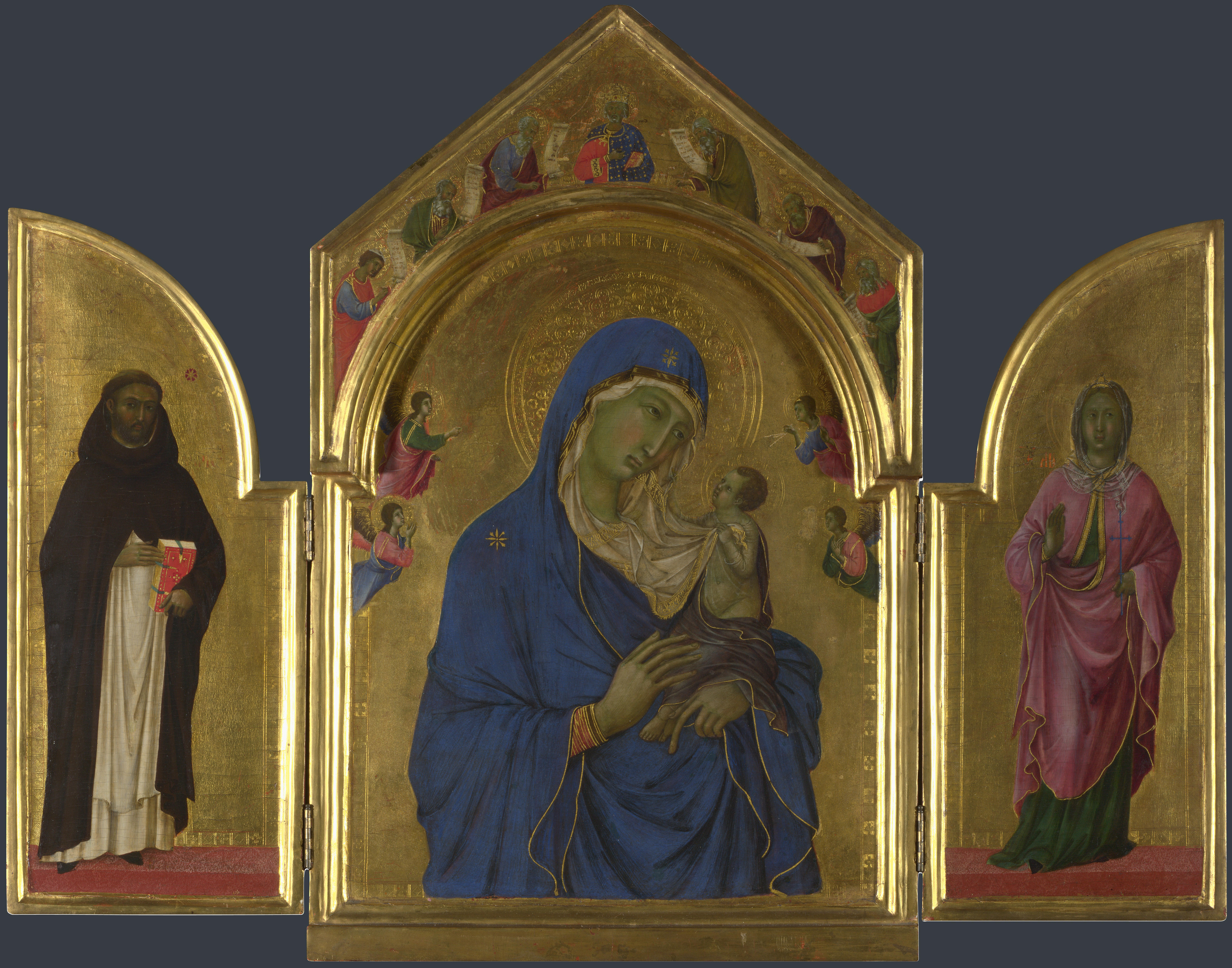
Trittico della National Gallery di Londra

Con le opere dei primi anni del nuovo secolo Duccio di Buoninsegna approda al suo stile maturo e autonomo, ormai dissociato da quello di Cimabue. I volti delle figure diventano più allungati, i lineamenti del viso si fanno più morbidi, complice una pennellata più fusa che permette di smussare i tratti spigolosi del viso. Nelle numerose tavole col Bambino dipinte in questi anni la Madonna e il piccolo hanno fisionomie proprie, ben distinte da quelli della Madonna Rucellai o anche della Madonna di Crevole che erano di impronta ancora cimabuesca. Anche il panneggio si arricchisce di pieghe naturali e morbide. Prevale un realismo figurativo senza precedenti che permette a Duccio di acquisire la reputazione di miglior artista della città di Siena. Il polittico n. 28 proveniente forse dalla Chiesa di San Domenico a Siena e conservato oggi nella Pinacoteca Nazionale di Siena fornisce un esempio di questo stile maturo. La tavola ha anche il primato di essere il primo polittico architettonico a scomparti indipendenti, un prototipo che diventerà sempre più usato.
A questo periodo risalgono anche il Trittico a sportelli di proprietà della dinastia reale inglese e il Trittico a sportelli raffigurante la Madonna col Bambino tra san Domenico e sant'Aurea di Ostia, conservato alla National Gallery di Londra (entrambi di provenienza ignota e datati al 1300 circa), la Madonna col Bambino conservata alla Galleria Nazionale dell'Umbria di Perugia (proveniente dalla Chiesa di San Domenico a Perugia) e la Madonna Stoclet, cosiddetta perché appartenne ad Adolphe Stoclet a Bruxelles prima di approdare al Metropolitan Museum of Art di New York (provenienza originale ignota). Alla fine di questo periodo (1304-1307), e poco prima di iniziare la grandiosa Maestà del Duomo di Siena descritta di seguito, apparterrebbe il Trittico a sportelli con la Crocifissione tra i santi Nicola di Bari e Clemente (provenienza ignota).
In tutti questi dipinti si può apprezzare il realismo figurativo e l'aristocraticità dei volti, propri dell'arte di Duccio e ineguagliati agli inizi del Trecento in Italia. Si possono ammirare anche le ricche volumetrie delle vesti, tratti ormai del tutto acquisiti dalla scuola fiorentina, che fu la prima fonte di apprendimenti e ispirazione per Duccio. Fu così che Duccio diventò l'artista più accreditato a Siena, l'unico a cui il governo della città potesse pensare di affidare il compito di realizzare un'opera così grandiosa e dispendiosa quale la Maestà da collocare sull'altare principale del Duomo di Siena, senza dubbio il capolavoro dell'artista.

### LaMaestà del Duomo di Siena

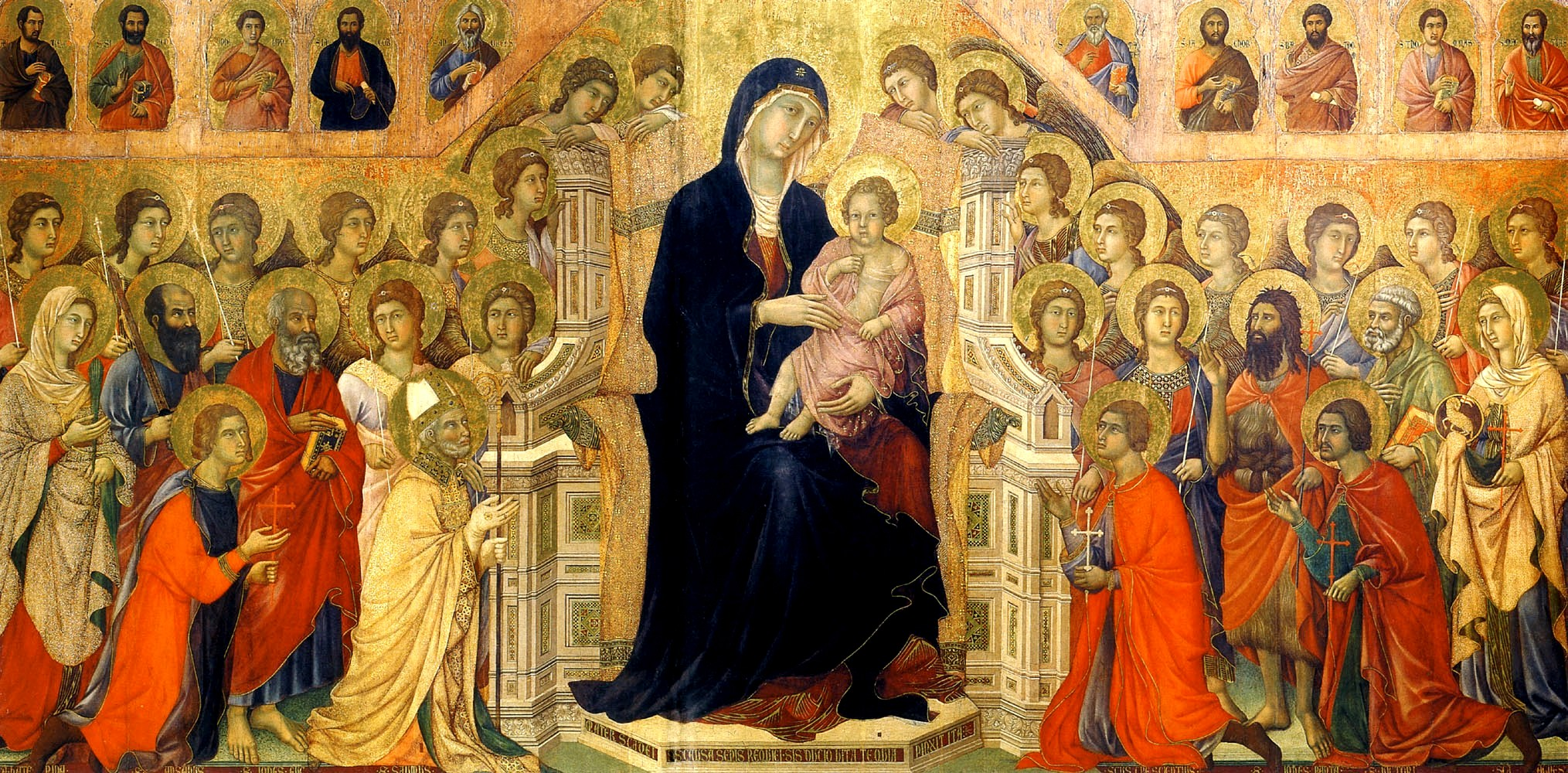
Maestà, Museo dell'Opera della Metropolitana, Siena

La Maestà realizzata per l'altare principale del Duomo di Siena risale al 1308-1311, come testimoniato dalla documentazione scritta che ha permesso di risalire al contratto (1308) e una cronaca locale che testimonia il passaggio dell'opera dalla bottega del maestro al Duomo (1311). La Maestà è il capolavoro di Duccio, nonché una delle opere più emblematiche dell'arte italiana. Restò esposta nel Duomo, anche se fra vari spostamenti, fino al 1878, mentre oggi è conservata presso il Museo dell'Opera della Metropolitana.
Finita nel giugno del 1311, era tale la sua fama già prima del completamento, che il giorno 9, dalla bottega di Duccio in contrada Stalloreggi, fu portata in Duomo con una festa popolare con tanto di processione: a capo di questa, il vescovo e le massime autorità cittadine, mentre il popolo, portando candele accese, cantava ed elargiva elemosine.
Si tratta di una grande tavola (425x212 cm) a due facce, anche se oggi si presenta tagliata lungo lo spessore secondo un discutibile intervento ottocentesco che non mancò di creare alcuni danni. Il lato principale, quello originariamente rivolto ai fedeli, era dipinto con una monumentale Vergine con Bambino in trono, circondata da un'affollata teoria di santi e angeli su fondo oro. La Madonna è seduta su un ampio e sfarzoso trono, che accenna a una spazialità tridimensionale secondo le novità già praticate da Cimabue e Giotto, ed è dipinta con una cromia morbida, che dà naturalezza al dolce incarnato. Anche il Bambino esprime una profonda tenerezza, ma il suo corpo non sembra generare peso e le mani di Maria che lo reggono sono piuttosto innaturali. Alla base del trono, sta la preghiera-firma in versi latini: "MATER S(AN)CTA DEI/SIS CAUSA SENIS REQUIEI/SIS DUCIO VITA/TE QUIA PINXIT ITA" (trad.:"Madre Santa di Dio, sii causa di pace per Siena, sii vita per Duccio, poiché ti ha dipinta così").
Il retro era invece destinato alla visione del clero, e vi sono rappresentate 26 Storie della Passione di Cristo, divise in formelle più piccole, uno dei più ampi cicli dedicati a questo tema in Italia. Il posto d'onore, al centro è dato dalla Crocifissione, di larghezza maggiore e altezza doppia, come anche la formella doppia nell'angolo in basso a sinistra con l'Entrata a Gerusalemme. In varie scene Duccio diede prova di essere aggiornato rispetto alle "prospettive" dei fondali architettonici di Giotto, ma in altre deroga volontariamente alla raffigurazione spaziale per mettere in risalto particolari che gli premono, come la tavola apparecchiata nella scena dell'Ultima cena (troppo inclinata rispetto al soffitto) o come il gesto di Ponzio Pilato nella Flagellazione, che è in primo piano rispetto a una colonna nonostante i suoi piedi poggino su un piedistallo che è collocato dietro. Duccio non sembra quindi interessato a complicare eccessivamente le scene con regole spaziali assolute, anzi talvolta la narrazione è più efficace proprio in quelle scene dove un generico paesaggio roccioso tradizionale lo libera dalla costrizione della rappresentazione tridimensionale.
La pala aveva anche una predella dipinta su tutti i lati (la prima conosciuta nell'arte italiana) e a coronamento dei pannelli cuspidati con Scene della vita di Maria (fronte) e Episodi post-mortem di Cristo (retro): queste parti non sono più a Siena e alcune di esse si trovano in collezioni e musei esteri.
Nella Maestà si ravvisa tutto il realismo dei volti dei personaggi di cui era capace Duccio, nonché l'ormai acquisita capacità di disegnare cose e personaggi secondo i canoni giotteschi della prospettiva diretta (non più l'antiquata prospettiva inversa di Cimabue ripresa da Duccio fino a fine Duecento). Le vesti hanno un panneggio voluminoso, i chiaroscuri sono resi con un'attenzione per la provenienza delle fonti di luce, tendenze anch'esse ereditate da Giotto. L'opera spicca anche per la profusione di dettagli e decorazioni: dagli intarsi marmorei del trono alla fantasia fine del drappo sullo schienale dello stesso trono, dalla capigliatura degli angeli agli ornamenti delle sante. La coesione di elementi di matrice fiorentina con il realismo figurativo propri di Duccio, il tutto impreziosito da una cura estrema per il particolare, fanno di quest'opera uno dei capolavori del Trecento italiano.

### Le ultime opere

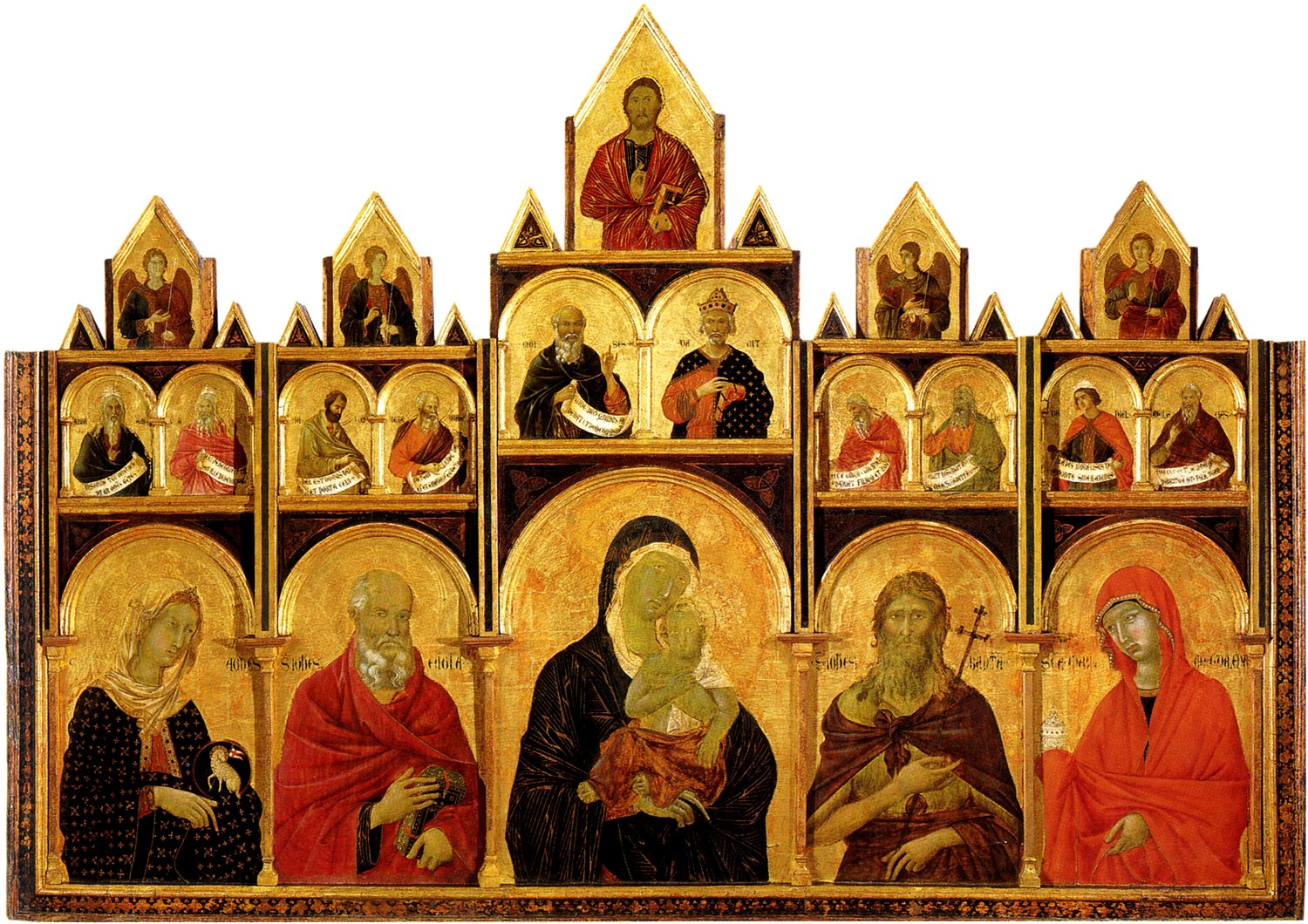
Polittico n. 47, Pinacoteca Nazionale, Siena

Sono solo due le opere attribuibili con certezza al catalogo duccesco dopo la Maestà del Duomo di Siena, entrambi in uno stato di conservazione purtroppo non ottimale: il Polittico n. 47, in origine destinato chiesa dello Spedale di Santa Maria della Scala e oggi esposto alla Pinacoteca Nazionale di Siena (1315-1319), e la Maestà del Duomo di Massa Marittima (1316 circa).
Secondo alcuni sarebbe di Duccio anche l'affresco con la Consegna del castello di Giuncarico, nella Sala del Mappamondo del Palazzo Pubblico di Siena (1314). Restano tuttavia molte le perplessità sulla paternità di Duccio.
Duccio morì in una data imprecisata tra il 1318 e il 1319. Nel 1319 i figli ne rifiutarono l'eredità, gravata da debiti onerosi. Furono molti gli allievi che si ispirarono a lui, spesso utilizzandone uno stile quasi indistinguibile. Fra questi ci furono Ugolino di Nerio, Segna di Bonaventura, Niccolò di Segna, Francesco di Segna e molti altri artisti rimasti anonimi 

## I seguaci di Duccio
Duccio ebbe molti allievi nel corso della sua vita, anche se non si sa se questi furono veri e propri allievi cresciuti artisticamente all'interno della sua bottega o pittori che ne imitarono semplicemente lo stile. Molti di questi sono anonimi e vengono identificati solo grazie a un corpus di opere dai tratti stilistici comuni. I primi allievi, che collettivamente possiamo chiamare seguaci di prima generazione, furono attivi tra il 1290 e il 1320 circa e includono il Maestro di Badia a Isola, il Maestro di Città di Castello, il Maestro degli Aringhieri, il Maestro delle Collazioni dei Santi Padri e il Maestro di San Polo in Rosso. Un altro gruppo di seguaci di seconda generazione, furono attivi tra il 1300 e il 1335 circa e includono Segna di Bonaventura, Ugolino di Nerio, il Maestro della Maestà Gondi, il Maestro di Monte Oliveto e il Maestro di Monterotondo. Bisogna comunque precisare che Segna di Bonaventura fu attivo già prima del 1300, collocandolo quindi temporalmente tra il primo e il secondo gruppo di artisti. Un terzo gruppo seguì Duccio solo diversi anni dopo la sua morte, a testimonianza dell'impatto che la sua pittura ebbe a Siena e in tutta la Toscana. Questi artisti, che furono attivi tra il 1330 e il 1350 circa, includono i figli di Segna di Bonaventura, ovvero Niccolò di Segna e Francesco di Segna, e un allievo di Ugolino di Nerio, cioè il Maestro di Chianciano.
Alcuni di questi artisti subirono l'influenza del solo Duccio, fino a rendere le loro opere decisamente affini a quelle del maestro (tali sono il Maestro di Badia a Isola, Ugolino di Nerio, Segna di Bonaventura e i loro figli). Altri artisti subirono anche le influenze di altre scuole, come il Maestro degli Aringhieri, sensibile alle massicce volumetrie di Giotto, e il Maestro della Maestà Gondi, influenzato anche da Simone Martini.
Un discorso a parte deve essere fatto per Simone Martini e Pietro Lorenzetti. Questi due artisti dipinsero opere affini a quelle di Duccio a partire, rispettivamente, dal 1305 e 1310 circa. Tuttavia la loro produzione ebbe tratti originali sin dagli esordi, come testimoniato dalla Madonna col Bambino n. 583 di Simone (1305-1310) e dal Trittico Orsini dipinto ad Assisi dal Lorenzetti (1310-1315 circa). Più tardi i due artisti maturarono stili del tutto autonomi, che seppero dare loro una dignità artistica ben lungi dall'etichetta di “seguace di Duccio”.

## Lista delle opere

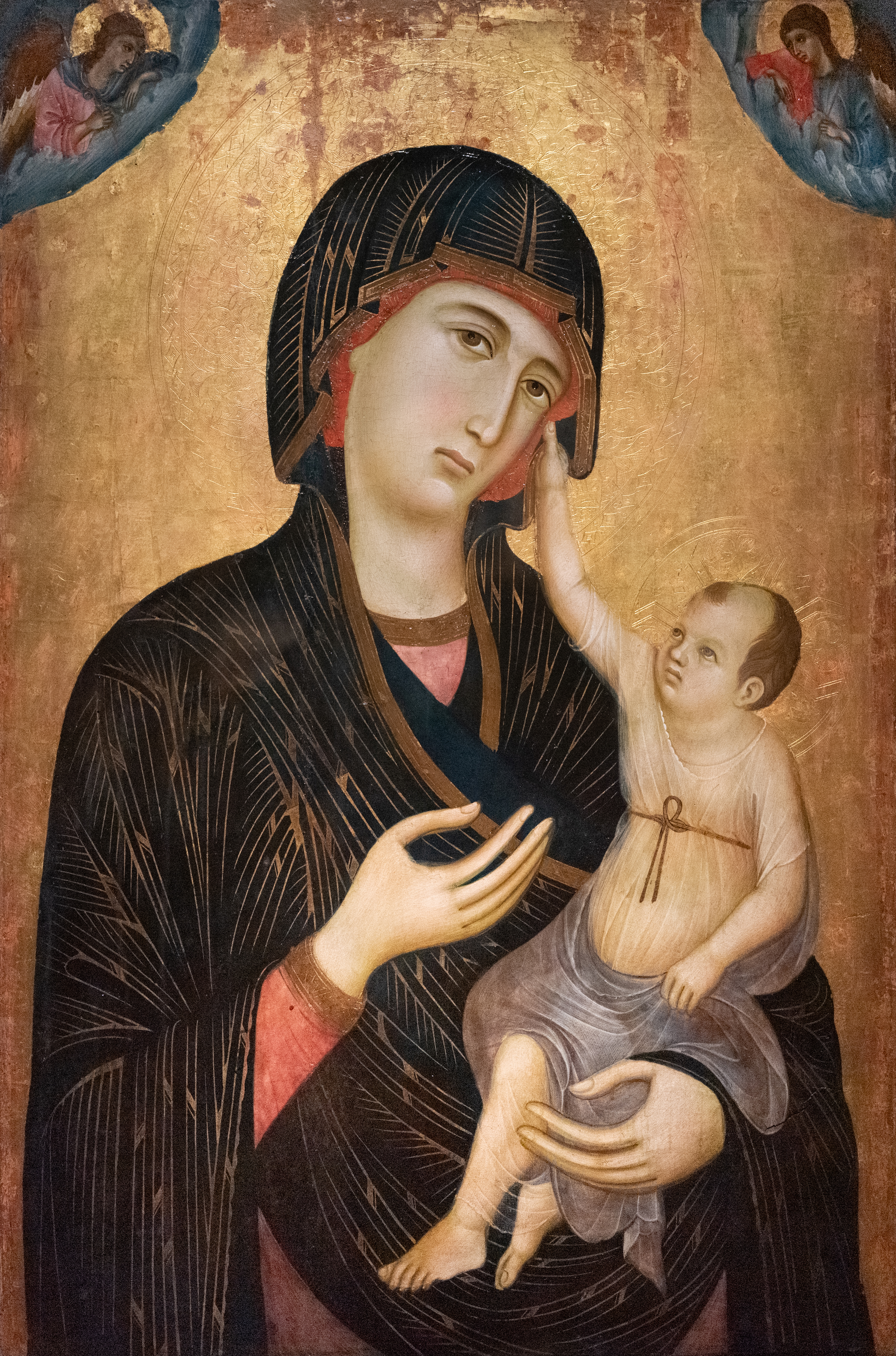
Madonna di Crevole, Museo dell'Opera della Metropolitana, Siena.

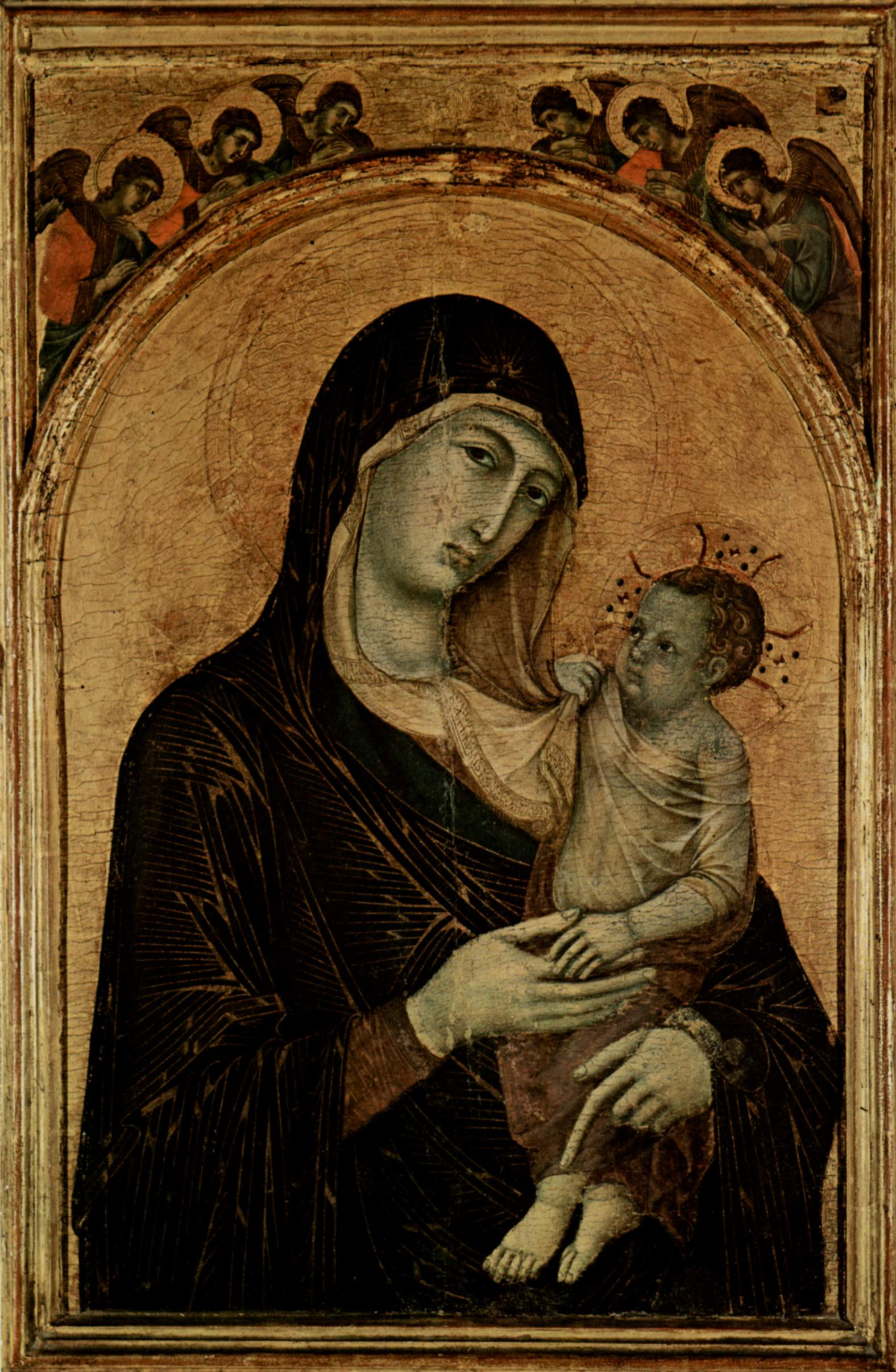
Madonna col Bambino e sei angeli, Galleria Nazionale dell'Umbria, Perugia.

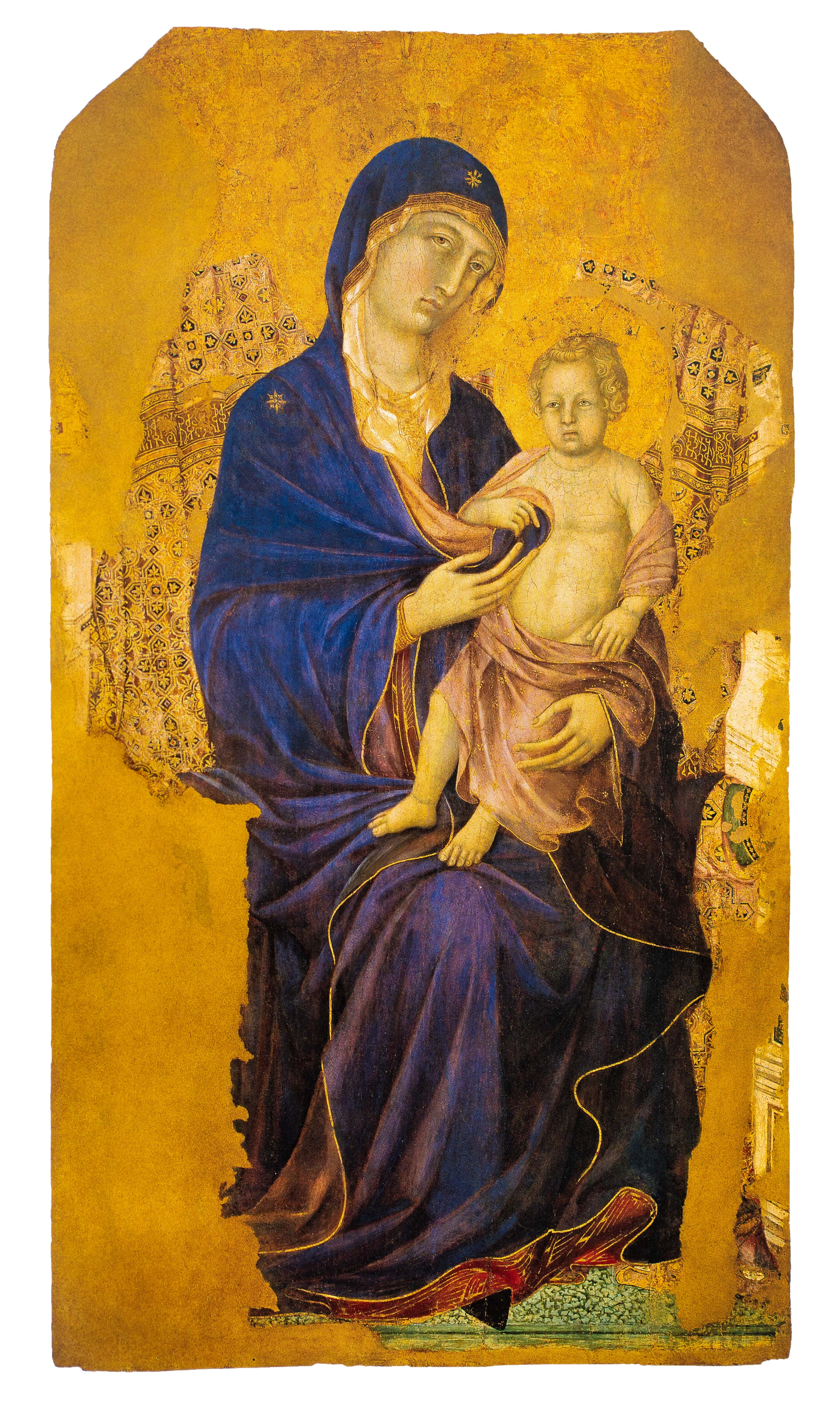
Maestà del Duomo di Massa Marittima, ca. 1315, Cattedrale di san Cerbone, Massa Marittima

La lista cronologica delle opere di Duccio segue l'ordine e la scelta operata nel corso della mostra Duccio. Alle origini della pittura senese (2003), salvo ove diversamente specificato.
- Madonna Gualino, 1280-1283[3], tempera e oro su tavola, provenienza ignota, Torino, Galleria Sabauda
- Madonna di Crevole, 1283-1284[3], tempera e oro su tavola, dalla Pieve di Santa Cecilia a Crevole, Siena, Museo dell'Opera della Metropolitana
- Resti di affreschi nella Cappella Bardi, 1283-1285[4], pittura a secco, Firenze, Basilica di Santa Maria Novella
- Madonna Rucellai, 1285[4], tempera e oro su tavola, proveniente dalla Cappella Bardi prima e dalla Cappella Rucellai poi della Basilica di Santa Maria Novella, Firenze, Galleria degli Uffizi
- Madonna col Bambino e tre francescani in adorazione, 1285 circa[3], tempera e oro su tavola di piccole dimensioni, provenienza ignota, Siena, Pinacoteca Nazionale
- Croce Orsini-Odescalchi, 1285-1290[3], tempera e oro su tavola, provenienza ignota, Siena, Collezione Salini (già nella collezione Odescalchi a Bracciano e poi a Roma)
- Vetrata del Duomo di Siena, 1287-1288[4], vetri colorati e dipinti a grisaglia, dal Duomo di Siena, Siena, Museo dell'Opera della Metropolitana
- Crocifisso di Grosseto, 1289 circa[3], tempera e oro su tavola, Grosseto, chiesa di San Francesco
- Madonna col Bambino di Buonconvento, 1290-1295[1][3], tempera e oro su tavola, dalla Chiesa dei Santi Pietro e Paolo di Buonconvento, Buonconvento, Museo di arte sacra della Val d'Arbia
- Maestà di Berna, 1290-1295[3], tempera e oro su tavola, provenienza ignota, Berna, Kunstmuseum
- Flagellazione, Crocifissione e Sepoltura di Cristo (trittico), 1295 circa[3], tempera e oro su tavola, provenienza ignota, Siena, Museo della Società di Esecutori di Pie Disposizioni
- Trittico della collezione reale inglese, 1300 circa[3], tempera e oro su tavola, provenienza ignota, Hampton Court, Collezione reale inglese
- Trittico con la Madonna col Bambino tra i santi Domenico e Aurea di Ostia, 1300 circa[3], tempera e oro su tavola, provenienza ignota, Londra, National Gallery
- Madonna col Bambino e sei angeli, 1300-1305[3], tempera e oro su tavola, dalla Chiesa di San Domenico di Perugia, Perugia, Galleria Nazionale dell'Umbria
- Madonna Stoclet, 1300-1305[3], tempera e oro su tavola, provenienza ignota, New York, Metropolitan Museum of Art
- Polittico n. 28, 1300-1305[3], tempera e oro su tavola, dalla Chiesa di san Domenico di Siena, Siena, Pinacoteca Nazionale
- Trittico con la Crocifissione tra i santi Nicola di Bari e Gregorio, 1304-1307[3], tempera e oro su tavola, provenienza ignota, Boston, Museum of Fine Arts
- Maestà del Duomo di Siena, 1308-1311[4], tempera e oro su tavola, dal Duomo di Siena, Siena, Museo dell'Opera della Metropolitana
  - Madonna in trono col Bambino, angeli e santi (pannello frontale), Siena, Museo dell'Opera della Metropolitana;
  - Storie della passione e morte di Cristo (pannello retrostante), Siena, Museo dell'Opera della Metropolitana;
  - Annunciazione, Londra, National Gallery;
  - Natività, Washington, National Gallery of Art;
  - Adorazione dei Magi, Siena, Museo dell'Opera della Metropolitana;
  - Presentazione al tempio, Siena, Museo dell'Opera della Metropolitana;
  - Strage degli innocenti, Siena, Museo dell'Opera della Metropolitana;
  - Fuga in Egitto, Siena, Museo dell'Opera della Metropolitana;
  - Disputa con i dottori del tempio, Siena, Museo dell'Opera della Metropolitana;
  - Tentazione sul tempio, Siena, Museo dell'Opera della Metropolitana;
  - Tentazione sul monte, New York, Frick Collection;
  - Vocazione di Pietro e Andrea, Washington, National Gallery;
  - Nozze di Cana, Siena, Museo dell'Opera della Metropolitana;
  - Incontro con la Samaritana, Madrid, Museo Thyssen-Bornemisza;
  - Guarigione del cieco nato, Londra, National Gallery;
  - Trasfigurazione, Londra, National Gallery;
  - Resurrezione di Lazzaro, Fort Worth, Texas, Kimbell Art Museum;
  - Apparizione a porte chiuse, Siena, Museo dell'Opera della Metropolitana;Duccio di Buoninsegna, Maestà di Massa Marittima, 1315, Reverso

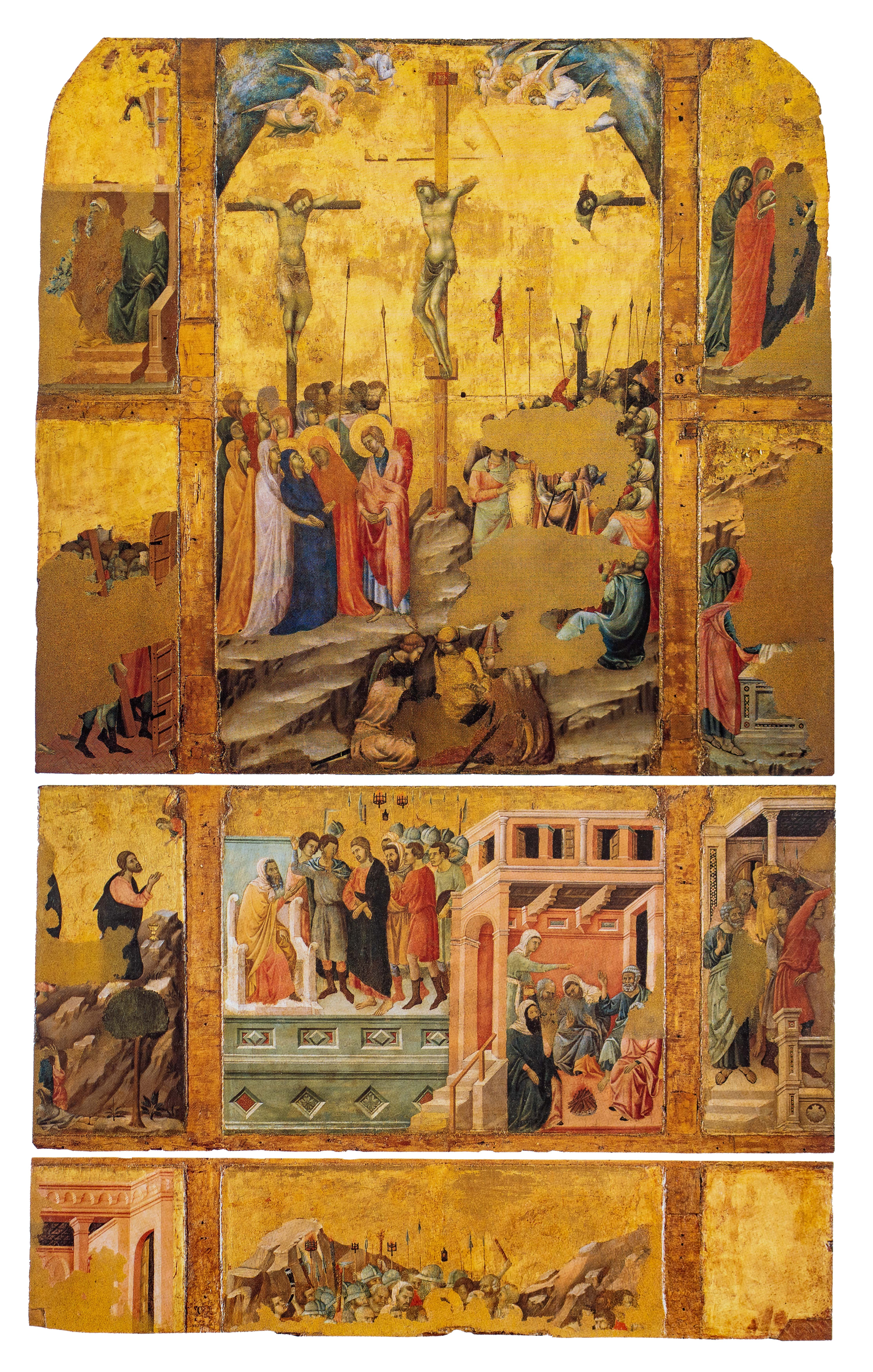
Duccio di Buoninsegna, Maestà di Massa Marittima, 1315, Reverso

  - Incredulità di Tommaso, Siena, Museo dell'Opera della Metropolitana;
  - Pentecoste, Siena, Museo dell'Opera della Metropolitana;
  - Apparizione sul lago di Tiberiade, Siena, Museo dell'Opera della Metropolitana;
  - Apparizione sul monte di Galilea, Siena, Museo dell'Opera della Metropolitana;
  - Apparizione alla cena degli apostoli, Siena, Museo dell'Opera della Metropolitana;
  - Annuncio della morte alla Vergine, Siena, Museo dell'Opera della Metropolitana;
  - Congedo di Maria da Giovanni, Siena, Museo dell'Opera della Metropolitana;
  - Congedo dagli apostoli, Siena, Museo dell'Opera della Metropolitana;
  - Incoronazione della Vergine (probabilmente dalla Maestà), Budapest, Szépműveszéti Múzeum[5];
  - Dormitio Virginis, Siena, Museo dell'Opera della Metropolitana;
  - Funerali di Maria, Siena, Museo dell'Opera della Metropolitana;
  - Sepoltura di Maria, Siena, Museo dell'Opera della Metropolitana;
  - Angelo (probabilmente dalla Maestà), South Hadley, Massachusetts, Mount Holyoke College Art Museum;
  - Angelo (probabilmente dalla Maestà), Filadelfia, Philadelphia Museum of Art;
  - Angelo (probabilmente dalla Maestà), 's-Heerenberg, Paesi Bassi, Stichting Huis Bergh;
  - Angelo (probabilmente dalla Maestà), già nella collezione Stoclet;
- Polittico n. 47, 1315-1319[3], tempera e oro su tavola, dalla chiesa dello Spedale di Santa Maria della Scala di Siena, Siena, Pinacoteca Nazionale
- Consegna del castello di Giuncarico, 1314[3], affresco, Siena, Sala del Mappamondo del Palazzo pubblico;
- Maestà del Duomo di Massa Marittima, 1316 circa[3], tempera e oro su tavola, Massa Marittima, cattedrale di San Cerbone

## Influenza culturale
Gli è stato intitolato il cratere Duccio sul pianeta Mercurio.

### Il palio in suo onore
Il 16 agosto del 2003 a Siena è stato corso un palio in suo onore, vinto dalla Nobile Contrada del Bruco con il cavallo Berio montato dal fantino Luigi Bruschelli detto Trecciolino.
Per la seconda volta, il 16 agosto del 2011 viene corso il palio in suo onore, conquistato dalla Contrada della Giraffa con il cavallo Fedora Saura montato da Andrea Mari detto Brio.

### Mostre
- "Duccio. Alle origini della pittura senese" Siena, (4 ottobre 2003 - 14 marzo 2004)